# Jyestha Tesserae
Jyestha Tesserae zijn tesserae op de planeet Venus. De Jyestha Tesserae werden in 2019 genoemd naar Jyestha, hindoeïstische godin van tegenspoed en ongeluk en zus van Lakshmi.
De tesserae hebben een diameter van 1252 kilometer en bevinden zich in het quadrangle Lakshmi Planum (V-7).